# مارت اوملاس
مارت اوملاس (استونیایی: Mart Ummelas; ۲۰ اوت ۱۹۵۳ – ۱۳ مارس ۲۰۲۰) روزنامه‌نگار، سیاستمدار و نماینده مجلس اهل استونی بود.